# Lolly Borg
Emmanuel Borg, detto Lolly (23 ottobre 1931 – 10 ottobre 2020), è stato un calciatore e allenatore di calcio maltese, di ruolo attaccante.

## Carriera

### Club

#### Calciatore
Borg esordì nella massima serie maltese a 16 anni nel 1947, e vestì la maglia del Floriana, unico club della sua carriera, fino al 1963, collezionando con i Greens 7 campionati maltesi e 8 Coppe di Malta, nonché di due titoli di capocannoniere del campionato, nel 1952 e 1955. Vincitore del premio di calciatore maltese dell'anno nel 1962, è a tutt'oggi ritenuto uno dei giocatori più rappresentativi del calcio maltese.

#### Allenatore
Nel 1968, cinque anni dopo il suo ritiro dal calcio giocato, ha indossato i panni di allenatore, guidando il suo Floriana alla vittoria di due campionati maltesi (1969-1970 e 1972-1973) e una Coppa di Malta (1972). Ha in seguito allenato anche Rabat Ajax, Senglea Athletic e San Ġwann.

### Nazionale
Ha collezionato otto presenze ed una rete con la nazionale maltese, prendendo parte al primo incontro ufficiale della rappresentativa isolana nel 1957, contro l'Austria.

## Statistiche

### Cronologia presenze e reti in nazionale
| Cronologia completa delle presenze e delle reti in nazionale ― Malta | Cronologia completa delle presenze e delle reti in nazionale ― Malta | Cronologia completa delle presenze e delle reti in nazionale ― Malta | Cronologia completa delle presenze e delle reti in nazionale ― Malta | Cronologia completa delle presenze e delle reti in nazionale ― Malta | Cronologia completa delle presenze e delle reti in nazionale ― Malta | Cronologia completa delle presenze e delle reti in nazionale ― Malta | Cronologia completa delle presenze e delle reti in nazionale ― Malta |
| Data                                                                 | Città                                                                | In casa                                                              | Risultato                                                            | Ospiti                                                               | Competizione                                                         | Reti                                                                 | Note                                                                 |
| -------------------------------------------------------------------- | -------------------------------------------------------------------- | -------------------------------------------------------------------- | -------------------------------------------------------------------- | -------------------------------------------------------------------- | -------------------------------------------------------------------- | -------------------------------------------------------------------- | -------------------------------------------------------------------- |
| 24-2-1957                                                            | Gżira                                                                | Malta                                                                | 2 – 3                                                                | Austria                                                              | Amichevole                                                           | -                                                                    |                                                                      |
| 15-5-1958                                                            | Gżira                                                                | Malta                                                                | 1 – 1                                                                | Italia                                                               | Amichevole                                                           | -                                                                    |                                                                      |
| 8-12-1960                                                            | Gżira                                                                | Malta                                                                | 1 – 0                                                                | Tunisia                                                              | Amichevole                                                           | 1                                                                    |                                                                      |
| 18-6-1961                                                            | Gżira                                                                | Malta                                                                | 0 – 3                                                                | Italia                                                               | Amichevole                                                           | -                                                                    |                                                                      |
| 5-11-1961                                                            | Gżira                                                                | Malta                                                                | 1 – 1                                                                | Norvegia                                                             | Amichevole                                                           | -                                                                    |                                                                      |
| 28-6-1962                                                            | Copenaghen                                                           | Danimarca                                                            | 6 – 1                                                                | Malta                                                                | Qual. Euro 1964                                                      | -                                                                    |                                                                      |
| 3-7-1962                                                             | Trondheim                                                            | Norvegia                                                             | 5 – 0                                                                | Malta                                                                | Amichevole                                                           | -                                                                    |                                                                      |
| 8-12-1962                                                            | Gżira                                                                | Malta                                                                | 1 – 3                                                                | Danimarca                                                            | Qual. Euro 1964                                                      | -                                                                    |                                                                      |
| Totale                                                               |                                                                      | Presenze                                                             | 8                                                                    |                                                                      | Reti                                                                 | 1                                                                    |                                                                      |

## Palmarès

### Giocatore

#### Club
- Campionato maltese: 7

Floriana: 1949-1950, 1950-1951, 1951-1952, 1952-1953, 1954-1955, 1957-1958, 1961-1962
- Coppa di Malta: 8

Floriana: 1948-1949, 1949-1950, 1952-1953, 1953-1954, 1954-1955, 1956-1957, 1957-1958, 1960-1961

#### Individuale
- Calciatore maltese dell'anno: 1

1961-1962

### Allenatore
- Campionato maltese: 2

Floriana: 1969-1970, 1972-1973
- Coppa di Malta: 1

Floriana: 1971-1972